# فرح‌آباد (فیروزکوه)
فرح‌آباد (فیروزکوه)، روستایی از توابع بخش مرکزی شهرستان فیروزکوه در استان تهران ایران است.

## زبان
مردم این روستا به زبان مازندرانی صحبت می کنند.

## جمعیت
این روستا در دهستان حبلرود قرار دارد و براساس سرشماری مرکز آمار ایران در سال ۱۳۸۵، جمعیت آن ۱۲۴ نفر (۴۱خانوار) بوده‌است.